# Van (Teksas)
Van – miasto w Stanach Zjednoczonych, w stanie Teksas, w hrabstwie Van Zandt.